# Sérgio Conceição
Sérgio Paulo Marceneiro da Conceição, född 15 november 1974 i Coimbra, är en portugisisk före detta fotbollsspelare (mittfältare) och numera fotbollstränare. Conceição har spelat i bland annat SS Lazio och Inter Milan. En stadion i födelsestaden med plats för 2 500 åskådare är uppkallad efter honom; Estádio Municipal Sérgio Conceição.

## Karriär

### Portugisiska ligan
Han började spela för Académica i hemstaden Coimbra. Sedan fortsatte han i FC Penafiel, Leça FC och 1995 till FC Felgueiras där han debuterade i högstaligan i Portugal. Efter en säsong gick han vidare till storklubben FC Porto 1996. Han spelade två säsonger i Porto och vann båda åren ligaguldet och även inhemska cupen. Under tiden i Porto hade Conceição debuterat i landslaget. Detta skedde den 9 november 1996 mot Ukraina i VM-kvalet.

### Lazio
Efter tiden i Porto gick han till SS Lazio för 11,2 miljoner euro. Första året i Lazio där laget tränades av Sven-Göran Eriksson och med spelare som Pavel Nedved, Marcelo Salas och Alessandro Nesta vann man den sista upplagan av Cupvinnarcupen och italienska cupen. Andra säsongen var ännu bättre där man också förstärkte med Juan Sebastián Verón så vann man sin första scudetto på 26 år och även italienska cupen.
Finalen i Serie A blev mycket dramatisk. Lazio låg två poäng efter Juventus FC inför sista omgången. Juventus match mot Perugia blev uppskjuten på grund av regn, och under tiden vann Lazio mot Reggina på hemmaplan. Matchen i Perugia kom igång senare på kvällen och Juventus förlorade.

### EM 2000
År 2000 var Conceição med i EM-slutspelet där han i början av turneringen inte var ordinarie trots hans succé tidigare i Lazio.
Efter segrar mot England och Rumänien var Portugal vidare och de spelade med en reservbetonad startelva mot ett redan utslaget Tyskland. Trots det vann Portugal med 3-0 och Conceição gjorde alla tre målen. Sedan slog man Turkiet enkelt i kvartsfinalen och i semifinalen mot Frankrike skapade Conceição problem hela tiden för den franska backlinjen men man förlorade efter en fransk straff.

### Vidare i Italien
2000 gick han till AC Parma. Parma började uselt i ligan och för första gången sparkade man en tränare under säsongens gång. Ersättaren blev Arrigo Sacchi men han blev så småningom sjuk och Renzo Ulivieri fick ta över. Ulivieri lyckades göra en strålande comeback och Parma slutade på en fjärdeplats. Efter bara en säsong i Parma gick Conceição vidare till Inter. Tiden i Inter blev ingen succé där meningen var att han skulle servera Christian Vieri med sina berömda inlägg.

### VM 2002
Conceição spelade för Portugal under VM 2002. Efter förlust mot USA och sedan en total överkörning av Polen var man tvunget att besegra hemmanationen Sydkorea. Det blev förlust med 1-0 där Conceição i slutminuterna sköt i stolpens insida. 

### Flytten från Italien
2003 lämnade han Inter och gick tillbaka till Lazio igen. Det blev ingen succé och efter ett halvår rev klubben Conceiçãos kontrakt. Dessutom spelade han sin sista landskamp den 6 september 2003 mot Spanien. Han spelade säsongen ut för FC Porto som då tränades av José Mourinho. På sommaren skrev Conceição på för Standard Liège i den Belgiska ligan. Hans första år blev en succé och Conceição utsågs till ligans bäste spelare.

## Spottskandalen
I mars 2006 i en cupsemifinal mot SV Zulte Waregem blev Conceição utvisad efter att ha spottat på en motspelare. När Conceicao fick syna det röda kortet drog han av sig matchtröjan och körde upp den i ansiktet på domaren. Utöver den fyra månader långa avstängningen dömde det belgiska fotbollsförbundet Conceição till en treårig villkorlig dom.